# Ахтуба
А́хтуба (с тат. Ак-тюбе — белый холм) — река в России, левый рукав Волги, отделяющийся от неё напротив северной части Волгограда. Старый вход в Ахтубу, который располагался выше по течению, при строительстве Волжской ГЭС был перекрыт её плотиной, но ниже был прорыт Волго-Ахтубинский канал длиной 6,5 км.

## Этимология
Название реки Ахтуба восходит к тюркскому Йайхтупа — «проточная масса воды» либо к татарскому Ак-Тюбе в значении «белые холмы». Ранее имелась версия с Ак — «белый», туба — «омут».

## Описание
Длина Ахтубы — 537 км. Средний годовой расход — 153 м³/с. На Ахтубе расположены города: Волгоградской области — Волжский (у начала рукава), Ленинск, и Астраханской области — Знаменск, Ахтубинск, Харабали (в 5 км от реки). Между Волгой и Ахтубой расположена Волго-Ахтубинская пойма, которая является районом бахчеводства и овощеводства. До строительства каскада ГЭС ширина разливов в пределах этой поймы достигала 20–30 км.
Русло реки достигает в ширину 200, а местами и 300 метров, а в некоторых местах ширина не больше 50 метров. В половодье (апрель-май) скорость течения возрастает, а к его концу замедляется. Местами Ахтуба разливается и мелеет. На глубоких местах по всей Ахтубе и протокам хорошая рыбалка. В северной части на левом берегу расположены обширные поля и бахчи, часто встречаются водозаборные станции, подающие воду на поля.

## Галерея

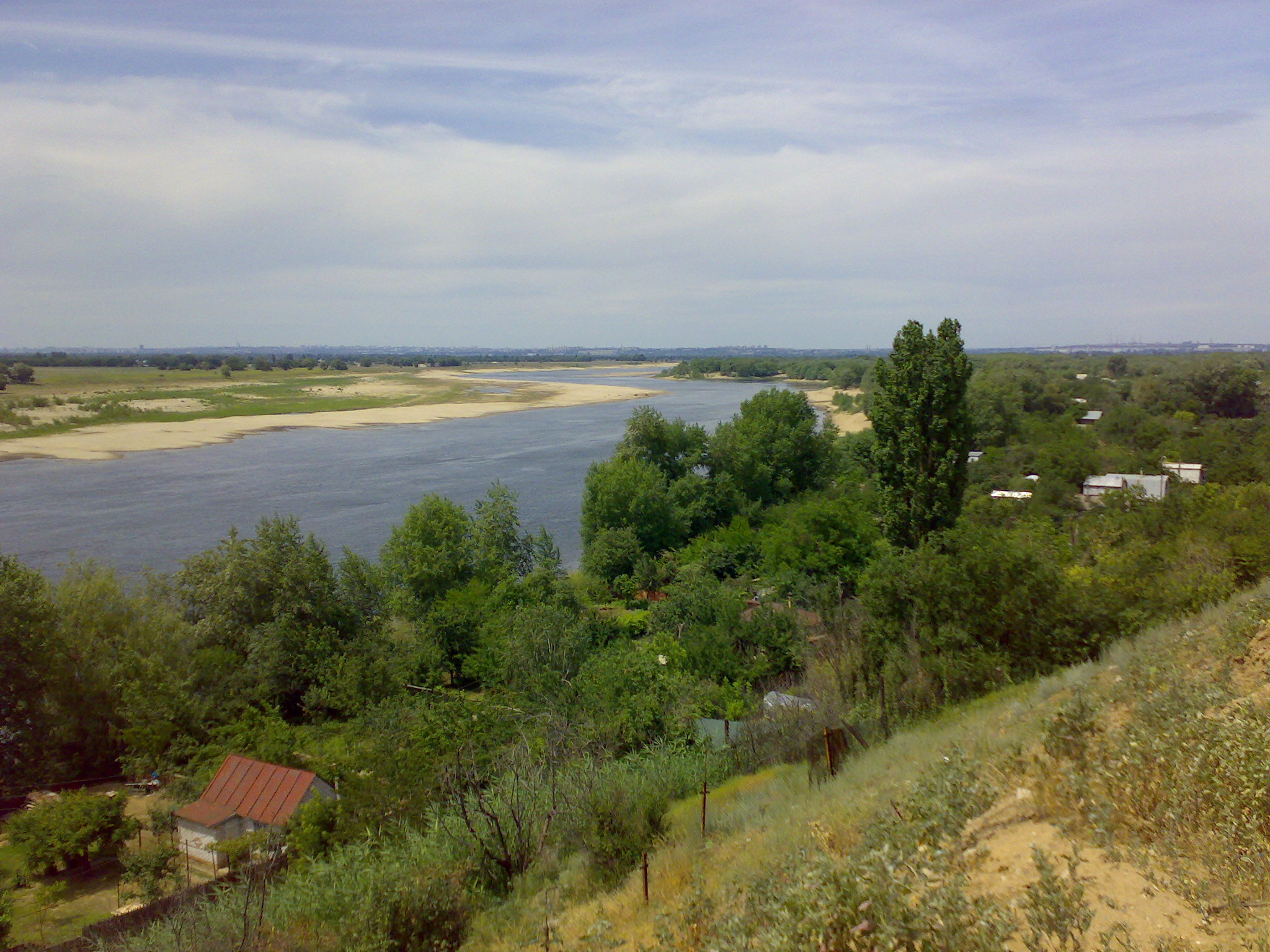
Река Ахтуба и Волго-Ахтубинская пойма близ г. Волжский
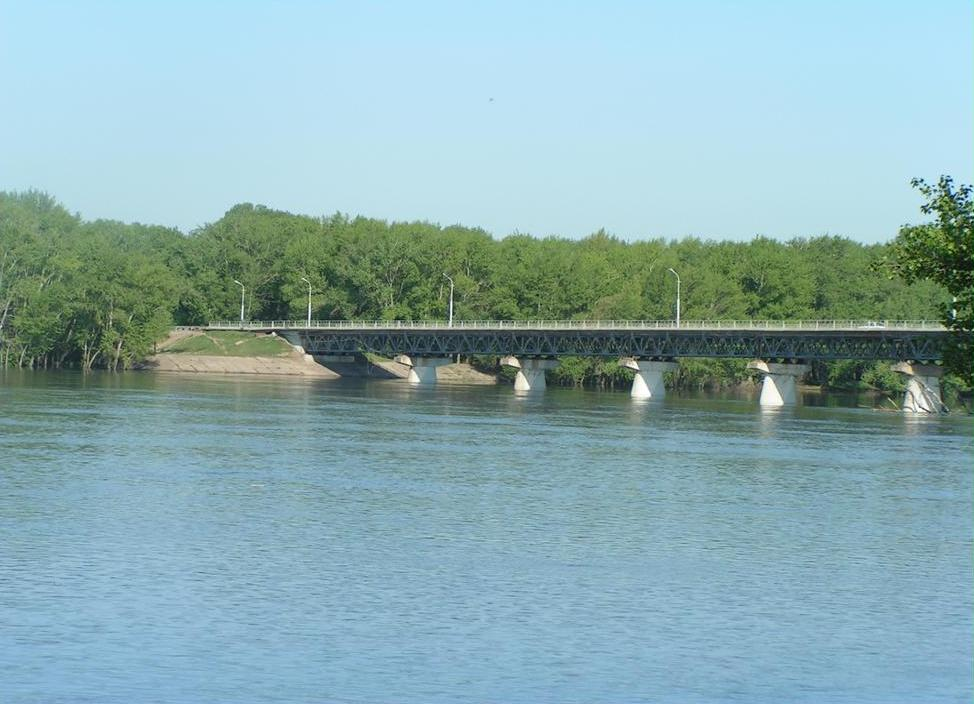
Мост через Ахтубу. Природный парк «Волго-Ахтубинская пойма», Волгоградская область
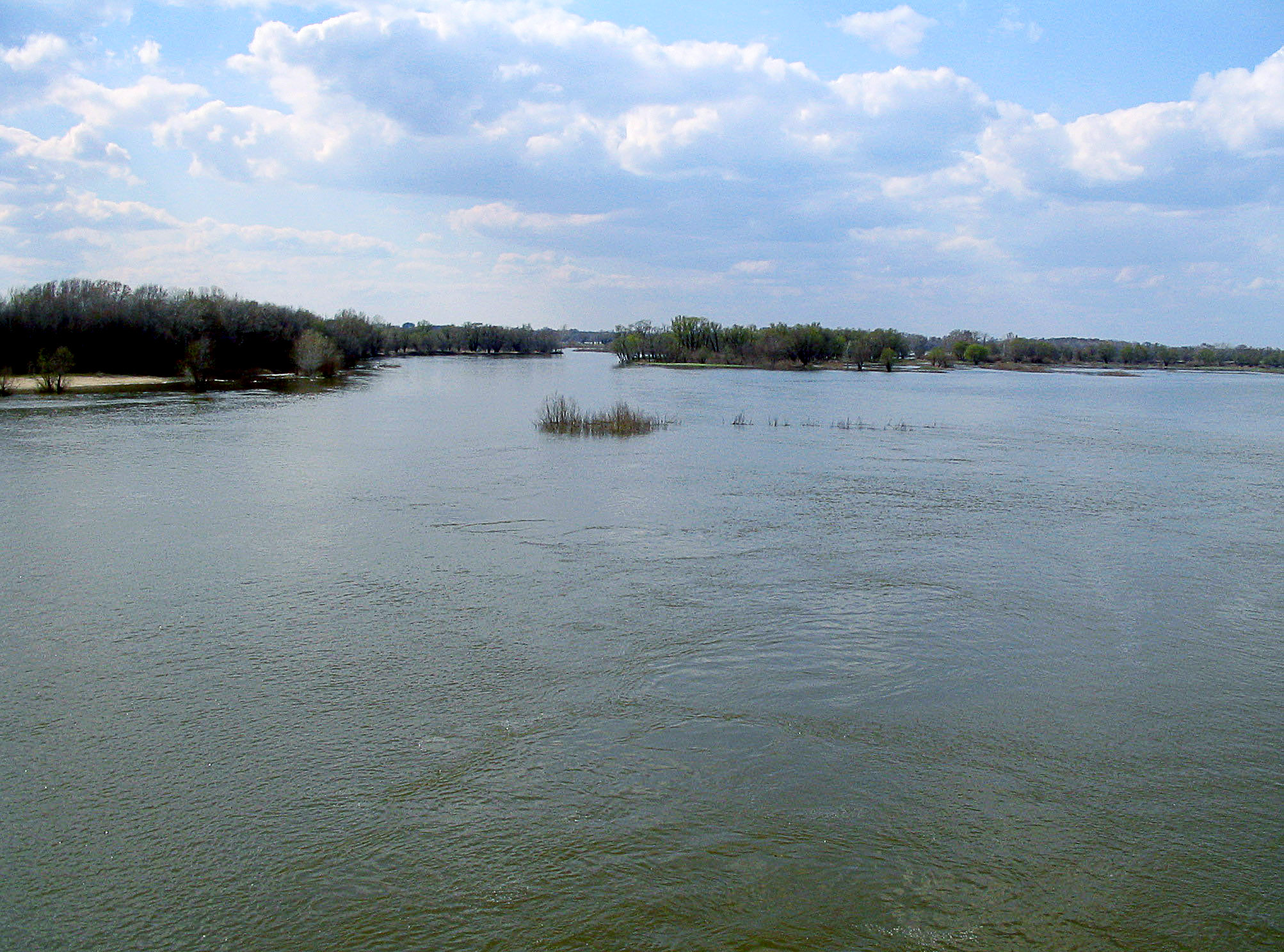
Весеннее половодье на Ахтубе
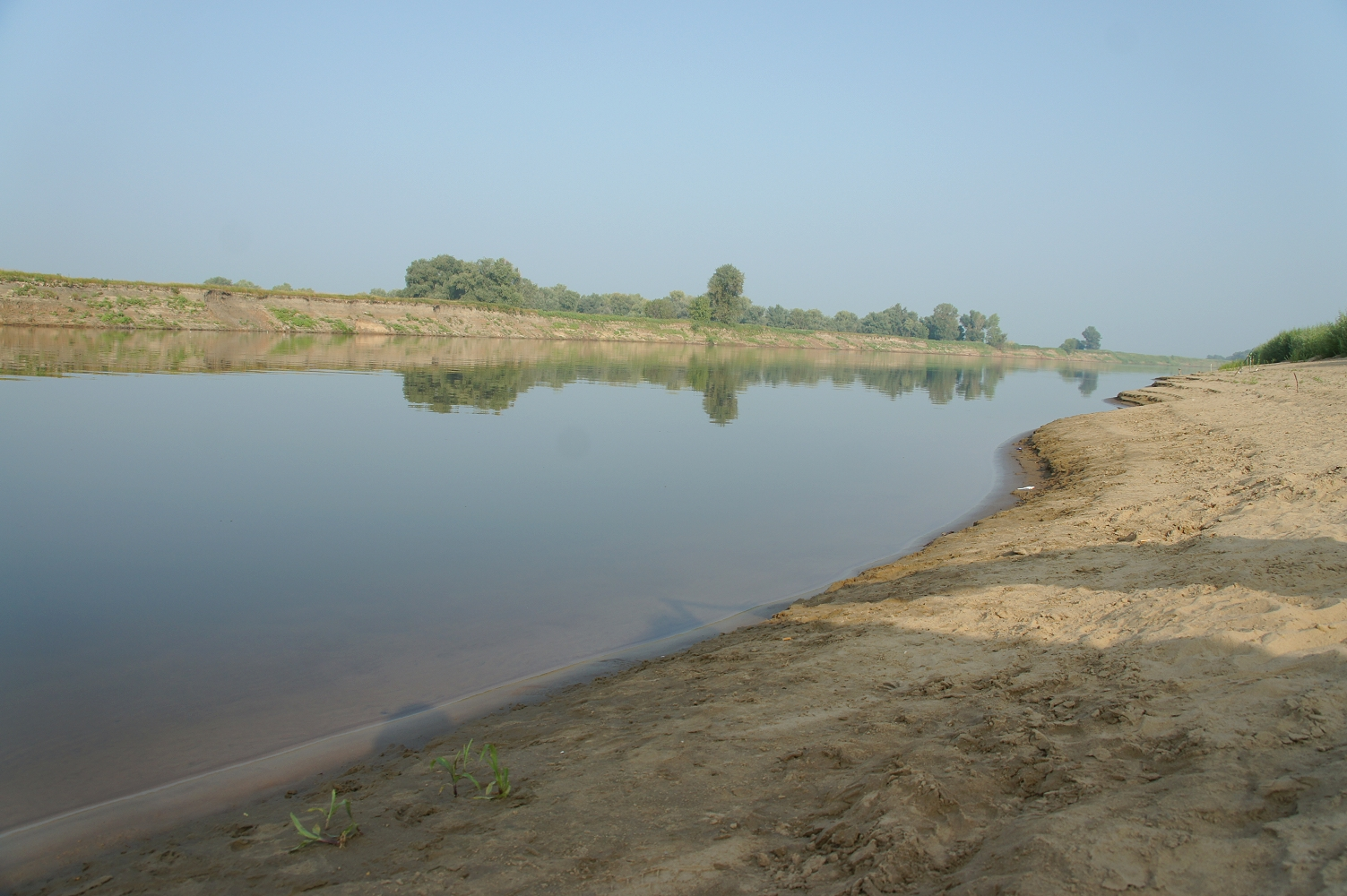
Река Ахтуба в среднем течении